# Рисмендієв Асанакун
Асанакун Рисмендієв (28 лютого 1911, село Жалгиз-Єрук Семиріченської області, тепер Киргизстан — загинув 8 лютого 1942, село Пастиха, тепер Смоленської області, Російська Федерація) — киргизький радянський діяч, секретар ЦК КП(б) Киргизії.

## Біографія
Закінчив Іссик-Кульський зооветеринарний технікум Киргизької РСР.
Член ВКП(б).
У 1940 — 24 травня 1941 року — завідувач військового відділу ЦК КП(б) Киргизії.
24 травня — 21 листопада 1941 року — 3-й секретар ЦК КП(б) Киргизії.
З 1941 року — в Червоній армії, учасник німецько-радянської війни. У серпні 1941 року закінчив курси із підготовки військових комісарів стрілецьких полків при Військово-політичній академії імені Леніна. Служив військовим комісаром полку Військової ради резервної армії.
Загинув 8 лютого 1942 року біля села Пастиха Смоленської області.

## Звання
- старший політрук